# ローマ・ラ・サピエンツァ大学

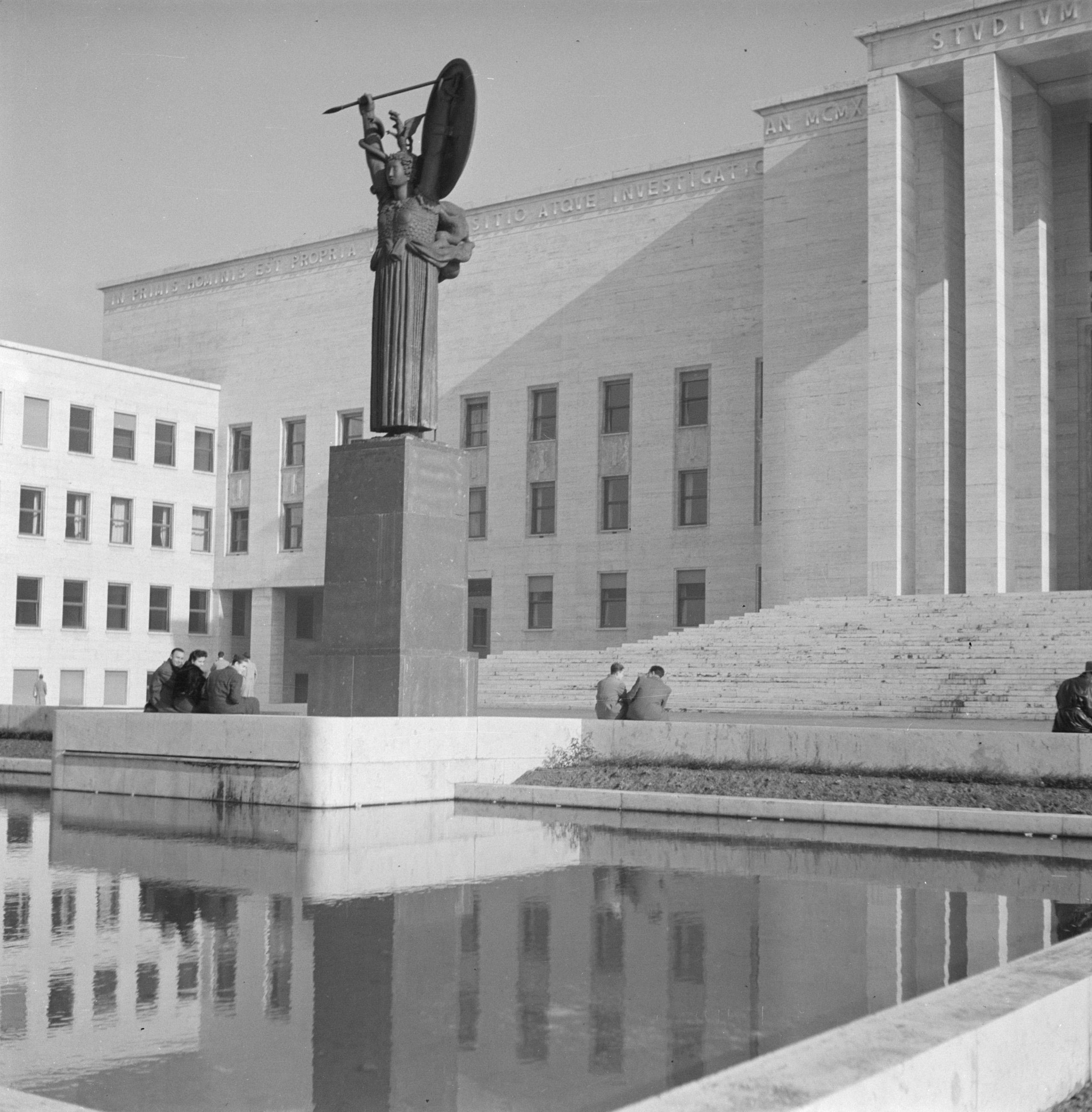
校内の中心に建てられているミネルウァの像

ローマ・サピエンツァ大学（Sapienza – Università di Roma）は、イタリア共和国の国公立大学で、首都ローマに位置する。イタリアのみならず欧州でも屈指の歴史を持ち、その起源は中世時代の1303年にまで遡る事ができる。現在の学生数は11万8655名に達し、21の学部を持つ西ヨーロッパで最大規模の大学である。
簡潔に「ローマ大学」と呼ばれる場合もあるが、ローマ市内には第二次世界大戦後に設立された二つの国公立大学（ローマ・トル・ヴェルガータ大学、ローマ・トレ大学）が存在する為、「ローマ大学のサピエンツァ校（サピエンツァは英語のwisdomと同義）」を意味するローマ・ラ・サピエンツァの別名で呼称されている。また三校を纏めてローマ第一大学（サピエンツァ）、ローマ第二大学（トル・ヴェルガータ）、ローマ第三大学（トレ）と呼ぶ場合もある。これまでに、卒業生・教員から10人のノーベル賞受賞者を輩出している。

## 歴史
1303年4月20日、ローマ教皇ボニファティウス8世は、聖職者養成の為の教育機関の設立を宣言する教皇勅書「イン・スプレマ・プラエミネンティア・ディグニタティス」（In supremae praeminentia dignitatis）を発した。勅書に基いて同年中に「Studium Urbis」と名付けられた神学校がローマ市内に設立され、後にこの神学校がローマ・ラ・サピエンツァ大学の前身となった。1431年、エウゲニウス4世によってパラッツォ・サピエンツァに再建された。
1870年、イタリア王国が教皇領を廃止してフィレンツェからローマに遷都すると、教皇庁管轄の大学からイタリアの国公立大学へと移管された。1935年、ベニート・ムッソリーニ政権のファシスト体制下に現在のキャンパスに移された。これまでにノーベル賞受賞者を含め、数多くの著名人を輩出している。

## 評価
2023年QS世界大学ランキングにおいて、世界第134位。欧州大学部門で第4位。歴史、哲学、文学は世界第41位（東京大学は世界第42位で近い）。とりわけ古代史学では世界第1位、考古学は世界第11位、古代史研究分野において世界屈指の大学である。美術史学は世界第17位。物理学・天文学は世界第35位。法学・政治学は世界第43位。2020年のCWTS Leiden Rankingでは、世界第81位だった。2023年のTHE世界大学ランキングでは、世界第181位だった。歴史、哲学、文学は、ジョンズ・ホプキンス大学ら（世界第41位）と同列で、世界第43位。2020年の世界大学学術ランキングでは、世界第151～200位だった。2021年のUSニューズ&ワールド・レポートのランキングでは、世界第114位だった。現在、3代にわたってイタリア共和国首相を輩出しており、イタリアの政財界の支配階層に同大学の卒業生が非常に多い。

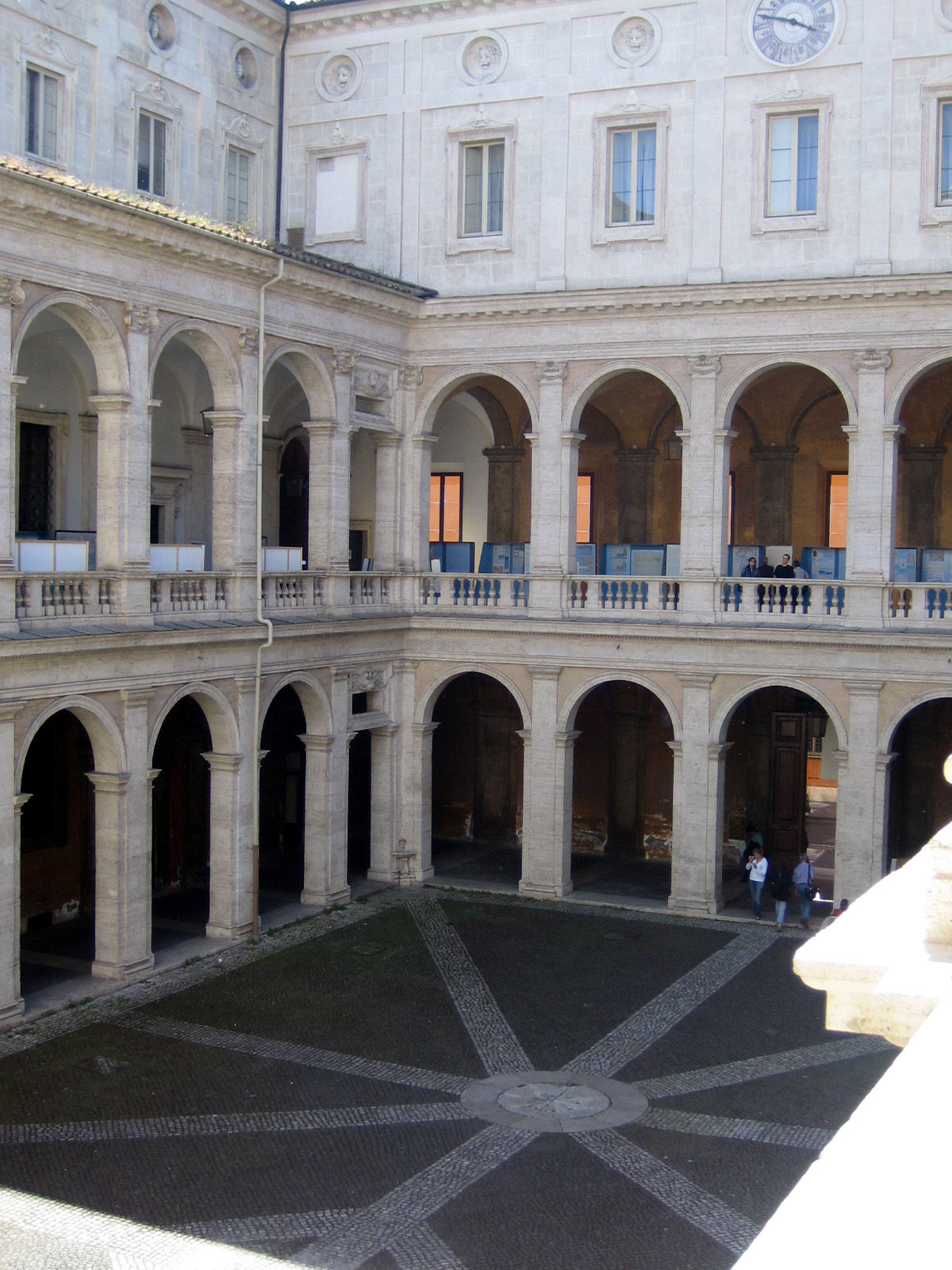
バルコニー

## 所属組織

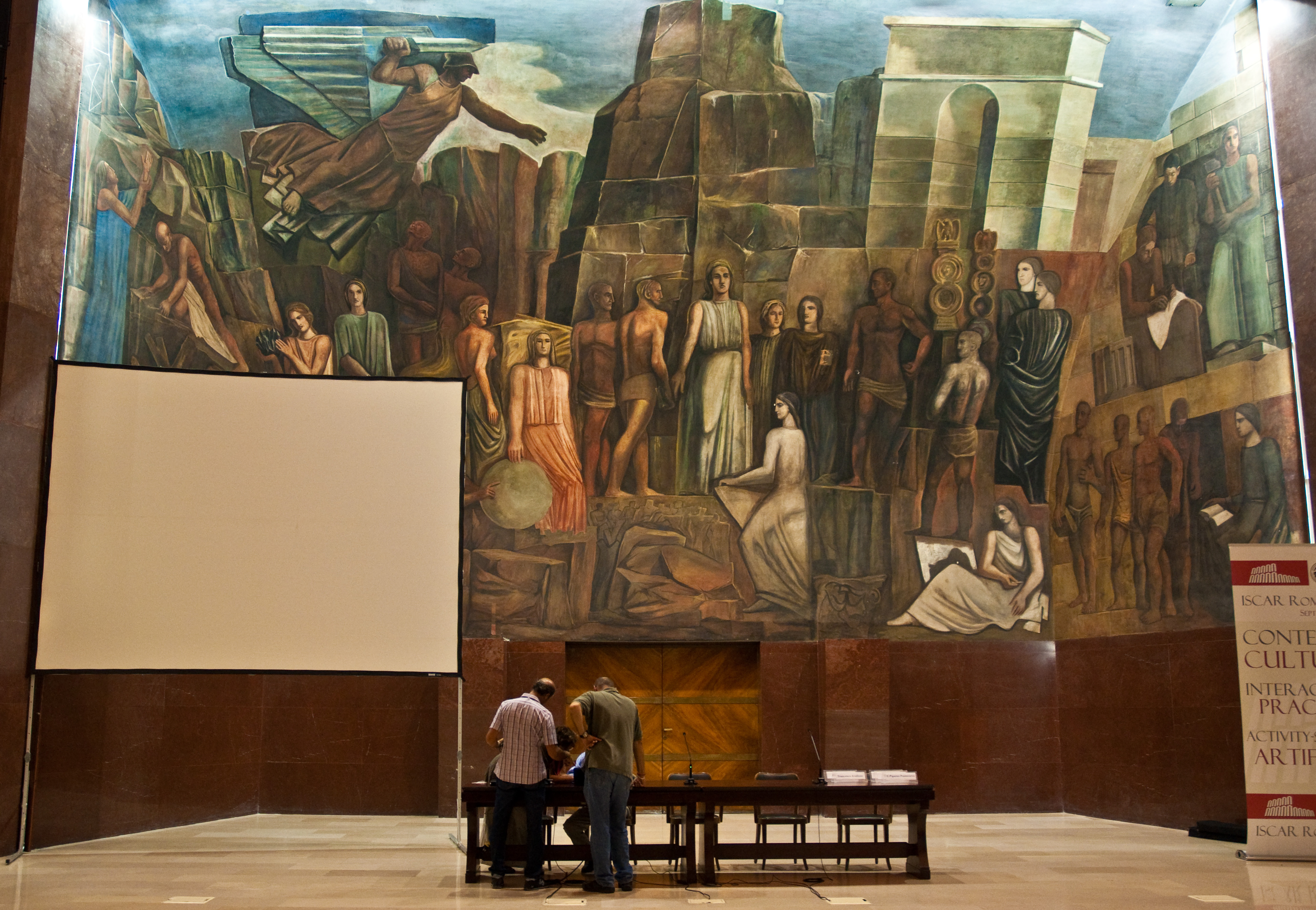
大学の大広間

- 地中海大学連合（英語版）
- サンタンデル大学ネットワーク（英語版）
- ヨーロッパ首都圏大学連合（英語版）大学の大広間

## 著名な関係者

### 出身者
- チェーザレ・ボルジア（貴族、枢機卿）
- エミリオ・セグレ（物理学者、ノーベル物理学賞受賞）
- ニコラ・カビボ（物理学者、CKM行列を発見）
- ヴィト・ヴォルテラ（数学者、ロトカ＝ヴォルテラの方程式を発見）
- セルジョ・マッタレッラ（イタリア共和国12代大統領）
- パオロ・ジェンティローニ（イタリア共和国64代首相）
- ジュゼッペ・コンテ（イタリア共和国65代・66代首相）
- マリオ・ドラギ（経済学者、欧州中央銀行総裁、イタリア共和国67代首相）
- アントニオ・タイヤーニ（欧州議会議長)
- フェデリカ・モゲリーニ（イタリア共和国外務大臣、EU外務・安全保障政策上級代表)
- マリア・モンテッソーリ（教育学者、モンテッソーリ教育の発案者）
- ジョルジョ・アガンベン（哲学者、大学教授）
- ガヴィーノ・レッダ（言語学者）
- カルロ・アイモニーノ（建築学者）
- ベルナルド・ベルトルッチ（映画監督、アカデミー監督賞受賞）
- カルロ・ヴェルドーネ（映画監督）
- スコット・オデール（児童文学家、『青いイルカの島』作者）
- ガブリエーレ・ダンヌンツィオ（政治家、カルナーロ＝イタリア執政府元首）
- ジャンフランコ・フィーニ（政治家、イタリア共和国副首相）
- フランコ・フラッティーニ（政治家、欧州委員会副委員長）
- アブディラシッド・アリー・シェルマルケ（政治家、ソマリア連邦大統領）
- ルカ・ディ・モンテゼーモロ（実業家、フェラーリ会長）
- マルコ・マティアッチ（実業家、スクーデリア・フェラーリ元代表）
- バッド・スペンサー（俳優）
- ジュリエッタ・マシーナ（女優）
- ベリッシモ・フランチェスコ（料理研究家、タレント）
- ラウラ・今井・メッシーナ（作家）
- 市川純（女優）

### 教員・研究者
- ダニエル・ボベット（化学者、ノーベル生理学・医学賞受賞）
- エンリコ・フェルミ（物理学者、ノーベル物理学賞受賞）
- ラガッツィ・ディ・ヴィア・パニスペルナ（フェルミの研究チーム）

## 専攻
- 法学
- 政治学
- 経済学・商学
- 人口・統計・保険数理学
- 文学・哲学
- 医学
- 理学
- 薬学
- 工学
- 航空工学
- 建築学
- 社会学
- 心理学
- 図書館学

## ギャラリー

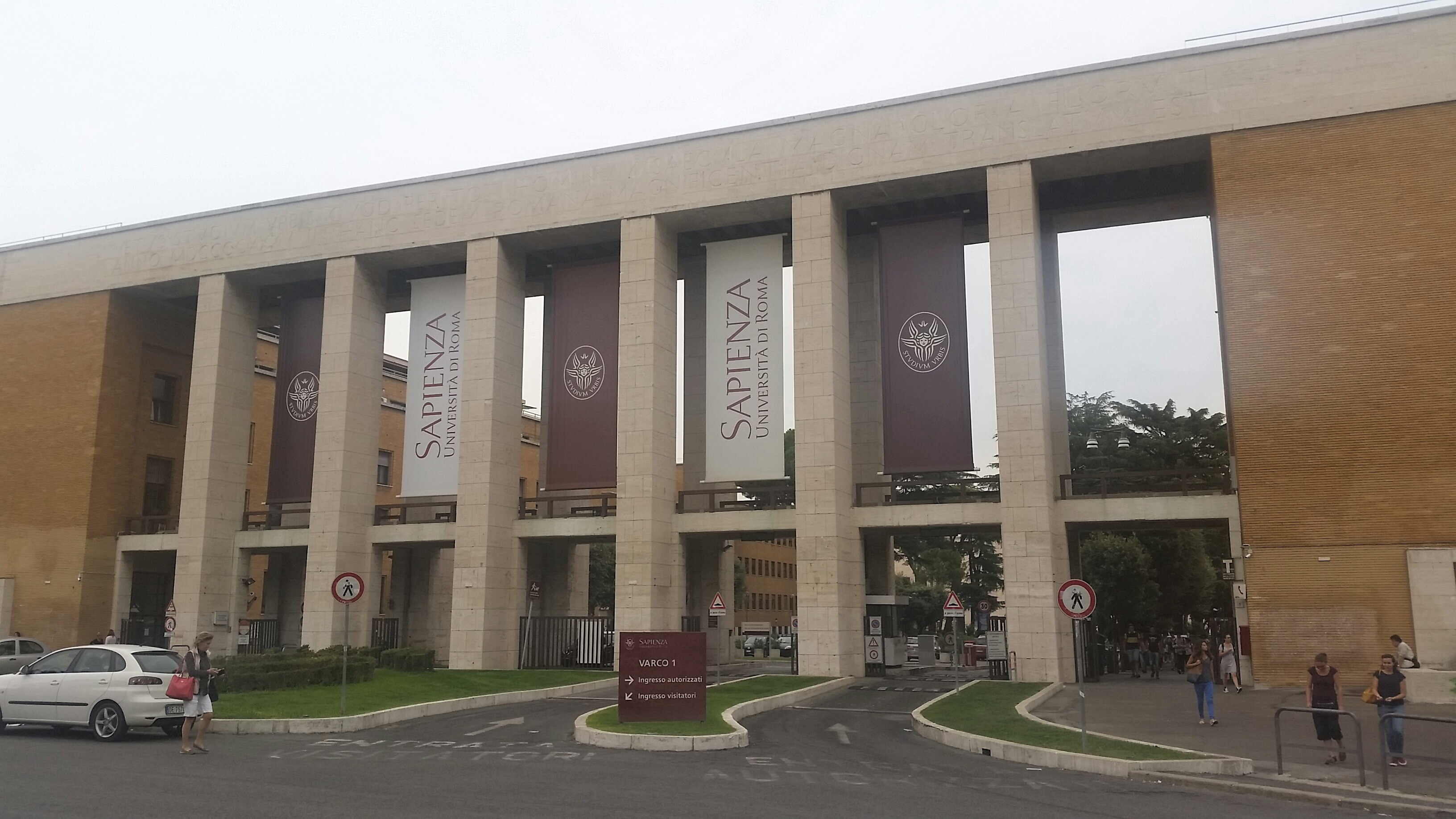
正門
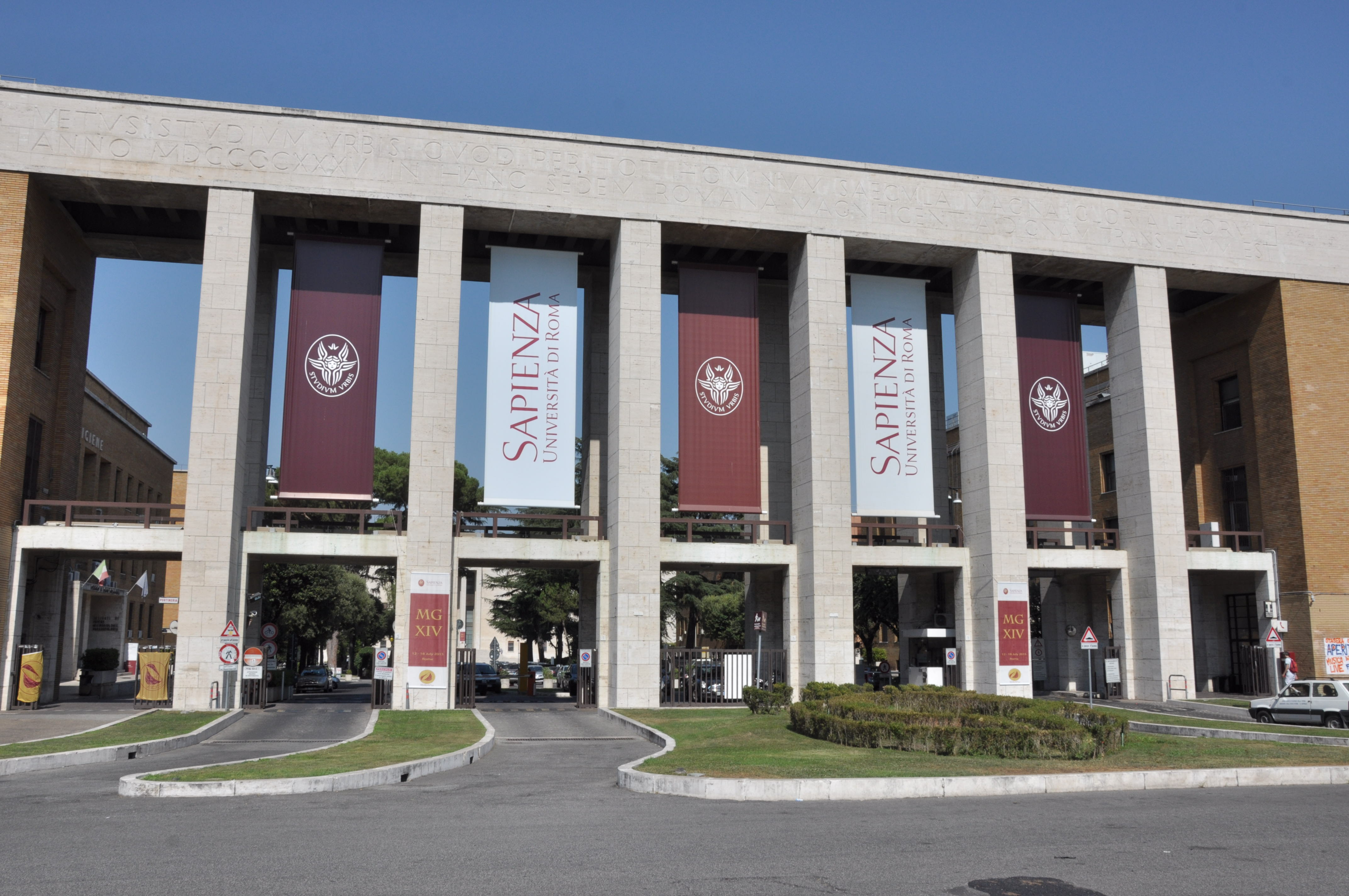
正門
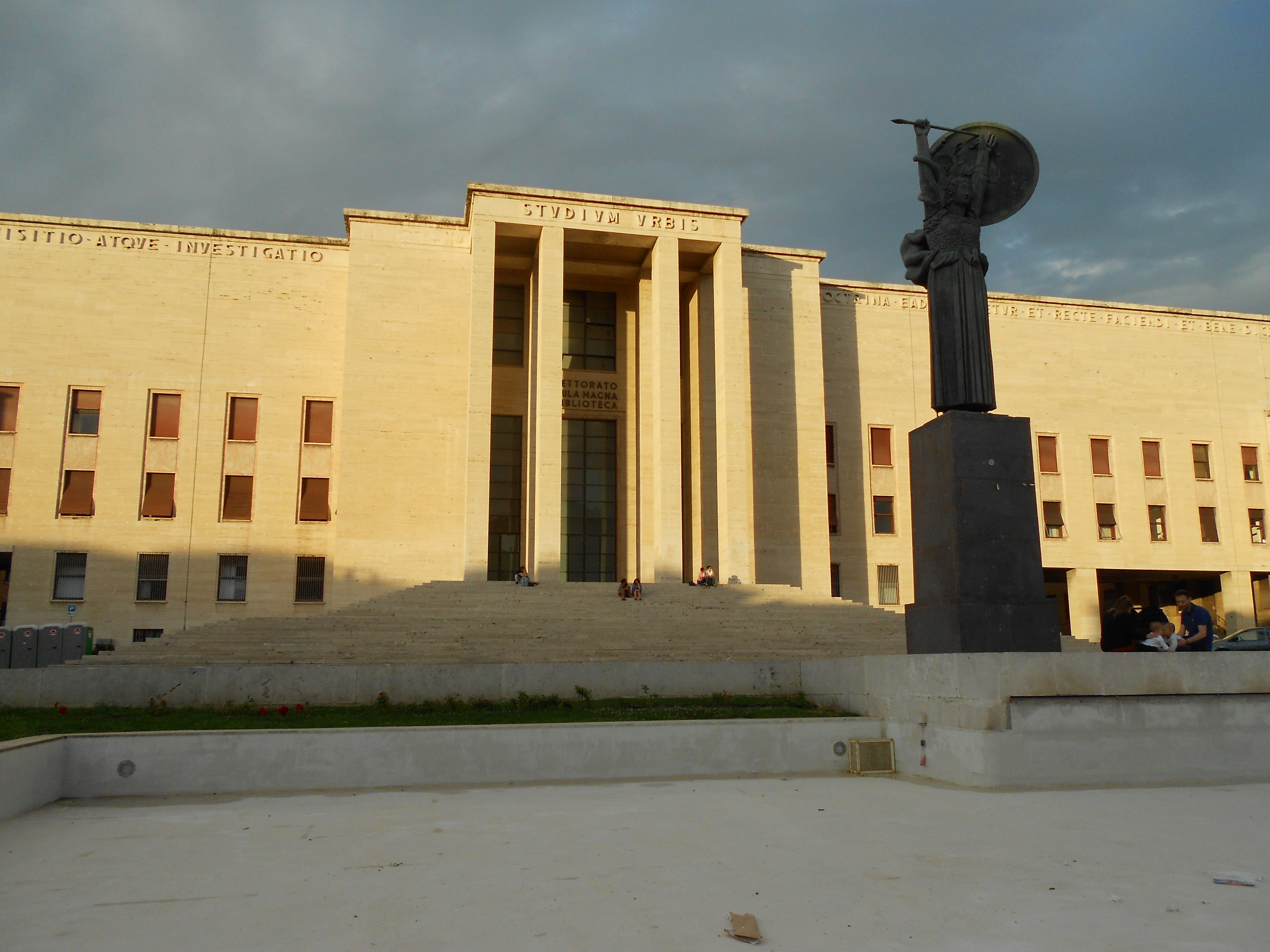
校内の中心に建てられているミネルウァの像
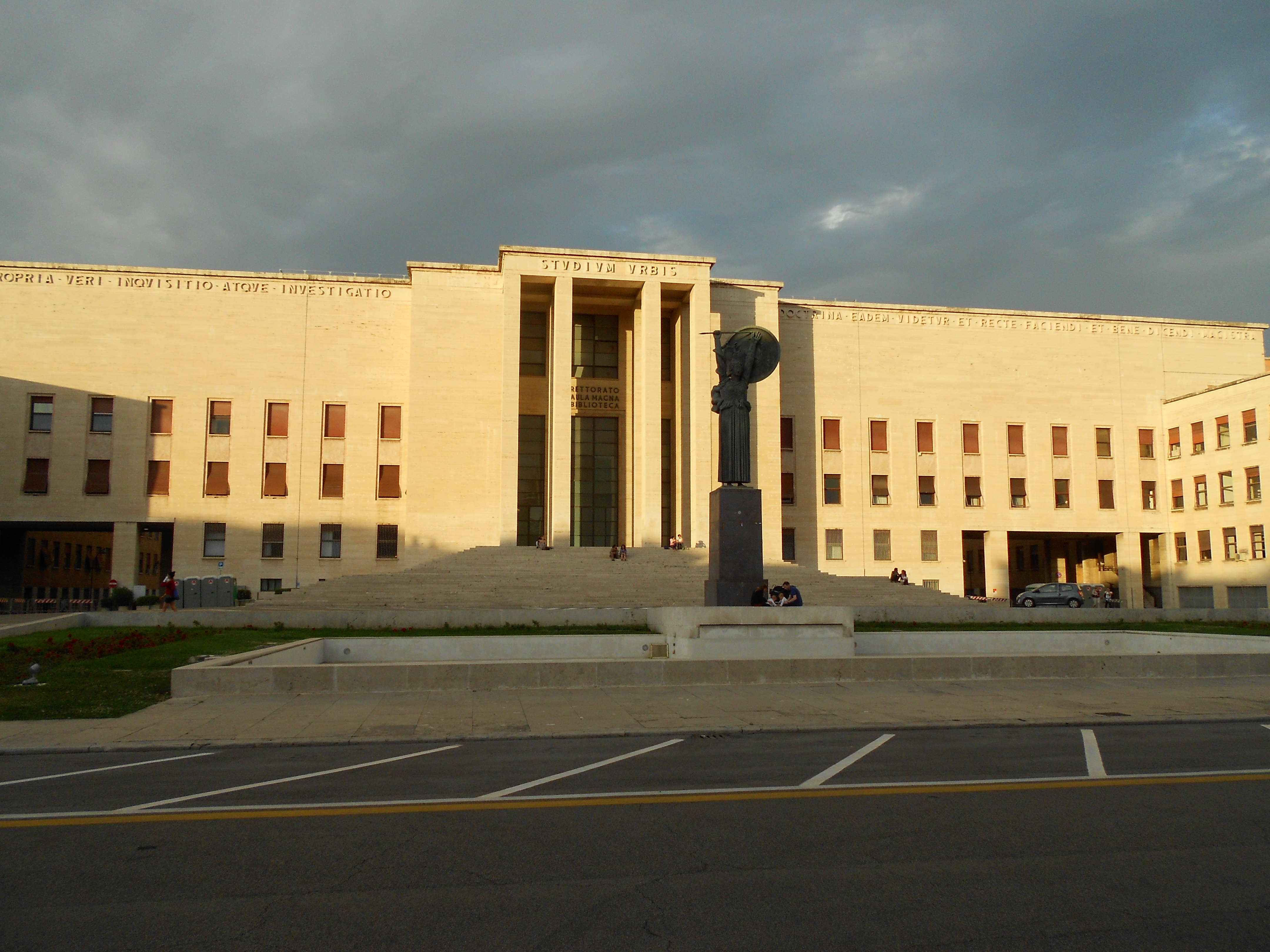
校内の中心に建てられているミネルウァの像
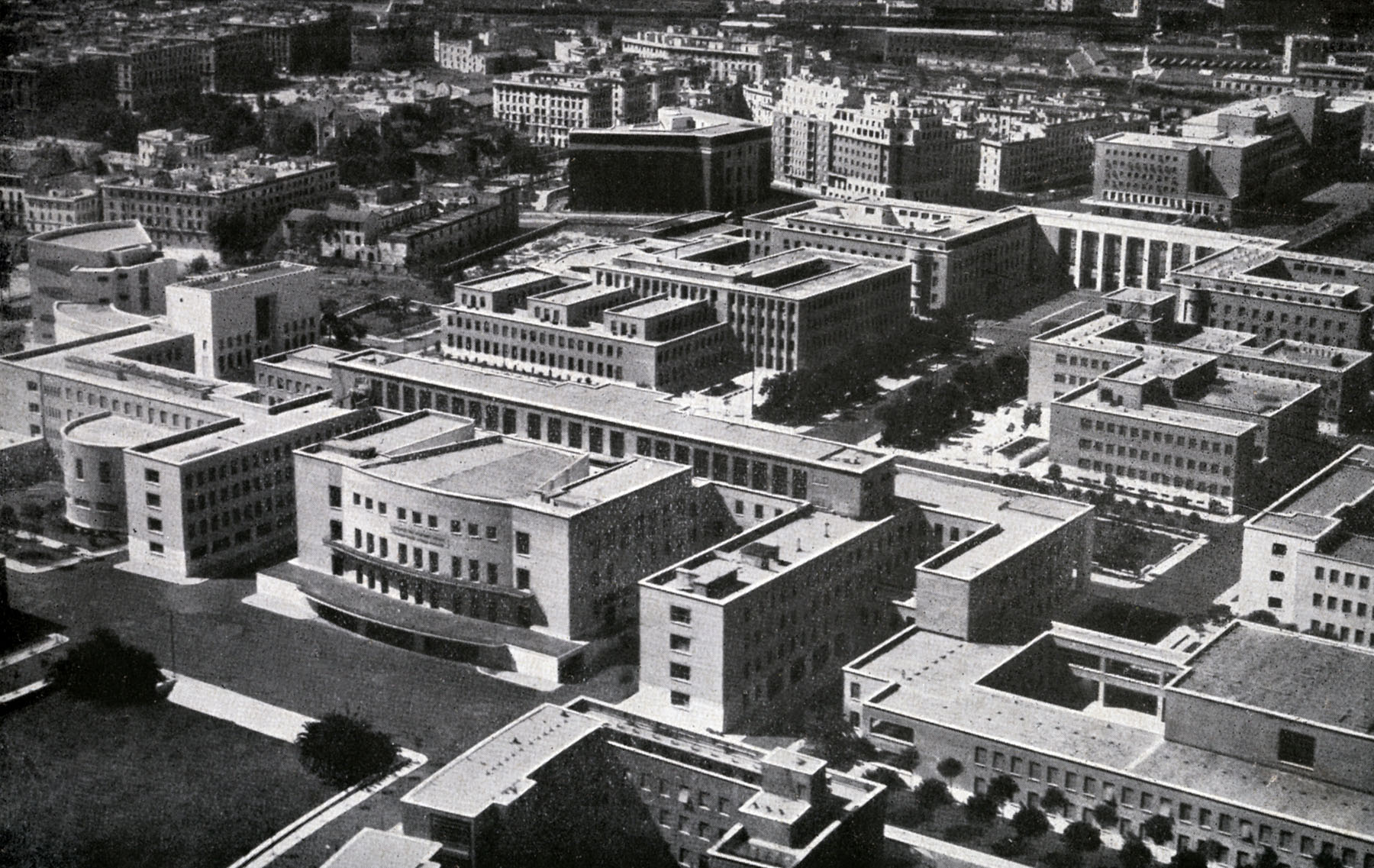
航空写真